# Họ Cu cu
Họ Cu cu (danh pháp khoa học: Cuculidae) là một họ chim cận sẻ thuộc về bộ Cu cu (Cuculiformes). Bộ Cu cu này, ngoài họ Cu cu ra còn có thể chứa các họ khác như họ Turaco (Musophagidae), mà đôi khi được coi là bộ riêng rẽ, gọi là Musophagiformes). Một số nhà động vật học và sinh thái học còn gộp cả gà móng (Opisthocomus hoazin), một loài chim kỳ bí ở Nam Mỹ vào trong bộ Cuculiformes, nhưng việc phân loại như vậy còn gây nhiều tranh cãi.
Họ Cu cu, bên cạnh những loài có tên gọi là cu cu hay chèo chẹo, bắt cô trói cột, còn chứa các loài có tên gọi là chẹo đất (chi Geococcyx), tu hú (chi Eudynamys), phướn (chi Phaenicophaeus), coua (chi Coua), bìm bịp (chi Centropus) và ani (chi Crotophaga). Các loài bìm bịp và ani đôi khi được tách ra thành các họ riêng biệt, với danh pháp tương ứng là Centropodidae và Crotophagidae.
Trong quá khứ, cụm từ đỗ quyên, vay mượn từ tiếng Trung 杜鹃, được dùng để chỉ các loài chim dạng cu cu, nhưng sau này nghĩa của nó bị thay đổi và hiện nay được dùng như là từ đồng nghĩa để chỉ các loài cuốc (Amaurornis spp., Porzana spp.) trong họ Gà nước (Rallidae). Tình trạng tương tự diễn ra đối với cụm từ đỗ vũ (杜宇).

## Hình thái
Các loài trong họ Cu cu là chim với kích thước khác nhau, từ nhỏ như ở tìm vịt trán trắng (Chrysococcyx minutillus), chỉ nặng 17 g và dài 15 cm (6 inch), tới lớn như cu cu mỏ cong (Scythrops novaehollandiae), cân nặng 630 g (1,4 pao) và dài 63 cm (25 inch), với thân hình mảnh dẻ, đuôi dài và chân khỏe. Chân của chúng dạng bốn ngón với hai ngón giữa hướng về phía trước và hai ngón ngoài hướng về phía sau (zygodactyly). Phần lớn các loài sống trong rừng, nhưng một số loài ưa thích các khu vực thoáng vùng nông thôn. Phần lớn ăn sâu bọ, với dạng sâu bướm nhiều lông mà phần lớn các loài chim khác thường né tránh, lại là món đặc biệt của chúng.
Các chi trong họ này khác nhau ở số lượng lông cánh chính như dưới đây.
- Phaenicophaeus, Coccyzus, Piaya - 9
- Cuculus - 9 hay 10
- Pachycoccyx, Clamator levaillantii, Centropus - 10
- Microdynamis, Eudynamys,Clamator glandarius - 11
- Một vài loài bìm bịp - 12
- Scythrops novaehollandiae - 13

## Tập tính

### Sinh sản

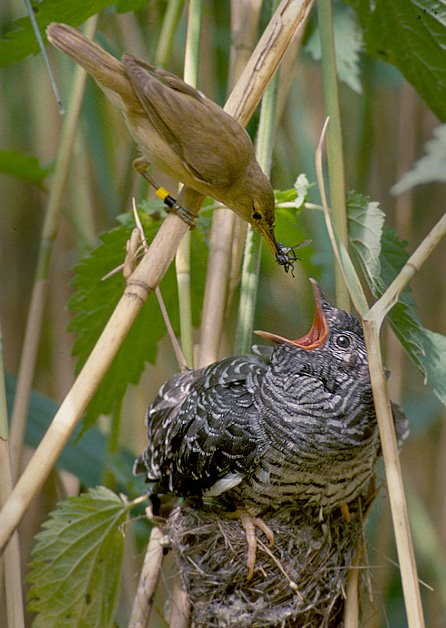
Con chim chích nhỏ bé này đang nuôi con non (nhưng to lớn hơn) của cu cu thường, loài cu cu được biết đến nhiều nhất.

Khoảng 56 loài chim dạng cu cu của Cựu Thế giới và 3 loài Tân Thế giới là chim đẻ trứng nhờ, chúng đẻ trứng trong tổ của các loài chim khác. Ví dụ tốt nhất là cu cu Á-Âu. Trứng của chúng nở sớm hơn của chim chủ và chim non của chúng cũng lớn nhanh hơn chim non của chim chủ; trong phần lớn các trường hợp con chim non này sẽ đẩy trứng hay chim non của chim chủ ra khỏi tổ. Con chim non này không có thời gian để học hành vi này, vì thế nó phải là bản năng được di truyền. Chim mẹ vẫn nuôi chim non nếu đây là con của nó, cái mỏ há của chim non đóng vai trò của tín hiệu kích thích để chim chủ cho nó ăn.
Chim mẹ của các dạng chim cu cu ký sinh (thuộc phân họ Cuculinae) chuyên biệt hóa và đẻ trứng gần giống với trứng của chim chủ mà nó lựa chọn. Điều này dường như được hỗ trợ bằng chọn lọc tự nhiên, do một số loài chim có khả năng phân biệt trứng của cu cu với trứng của chúng, làm cho những trứng ít giống với trứng của chúng sẽ bị hất ra ngoài tổ. Chim cu cu ký sinh được nhóm thành các ngành, với mỗi ngành chuyên biệt hóa trên một loại chim chủ cụ thể. Có một số chứng cứ cho thấy các ngành này là khác biệt đối với nhau về mặt di truyền.
Phần lớn các loài khác trong họ Cu cu, chẳng hạn như các loài phướn, phướn đất, coua, bìm bịp, gà lôi đuôi dài và phần lớn các loài cu cu châu Mỹ đều tự làm tổ của chúng. Phần lớn các loài chim này làm tổ trên cây hay trong bụi rậm, nhưng các loài bìm bịp đẻ trứng trong tổ ngay trên mặt đất hoặc trong các bụi rậm thấp. Mặc dù trong một số trường hợp các loài chim dạng cu cu nhưng không ký sinh vẫn ký sinh các loài chim khác, nhưng chim bố mẹ vẫn hỗ trợ việc nuôi các con non của chính chúng.
Phần lớn các loài chim dạng cu cu tự làm tổ đều có chế độ một vợ một chồng, nhưng các loài ani và cu cu Guira đẻ trứng của chúng trong các tổ chung. Hành vi của chúng không mang tính hợp tác hoàn toàn; chim mái có thể hất trứng của chim mái khác khi nó đẻ trứng của mình.
Các loài chim dạng cu cu không ký sinh, tương tự như phần lớn các loài chim không dạng sẻ khác, đẻ trứng có vỏ màu trắng, nhưng phần lớn các loài ký sinh thì đẻ trứng với vỏ có màu phù hợp với màu của trứng chim chủ thuộc bộ Sẻ của chúng.
Chim non của tất cả các loài trong họ Cu cu là chim non yếu, nghĩa là chúng không tự kiếm mồi sớm được. Các loài chim dạng cu cu không ký sinh rời tổ trước khi chúng có thể bay, và một số loài Tân thế giới có chu kỳ ấp trứng thuộc loại ngắn nhất trong số các loài chim.

### Ăn uống

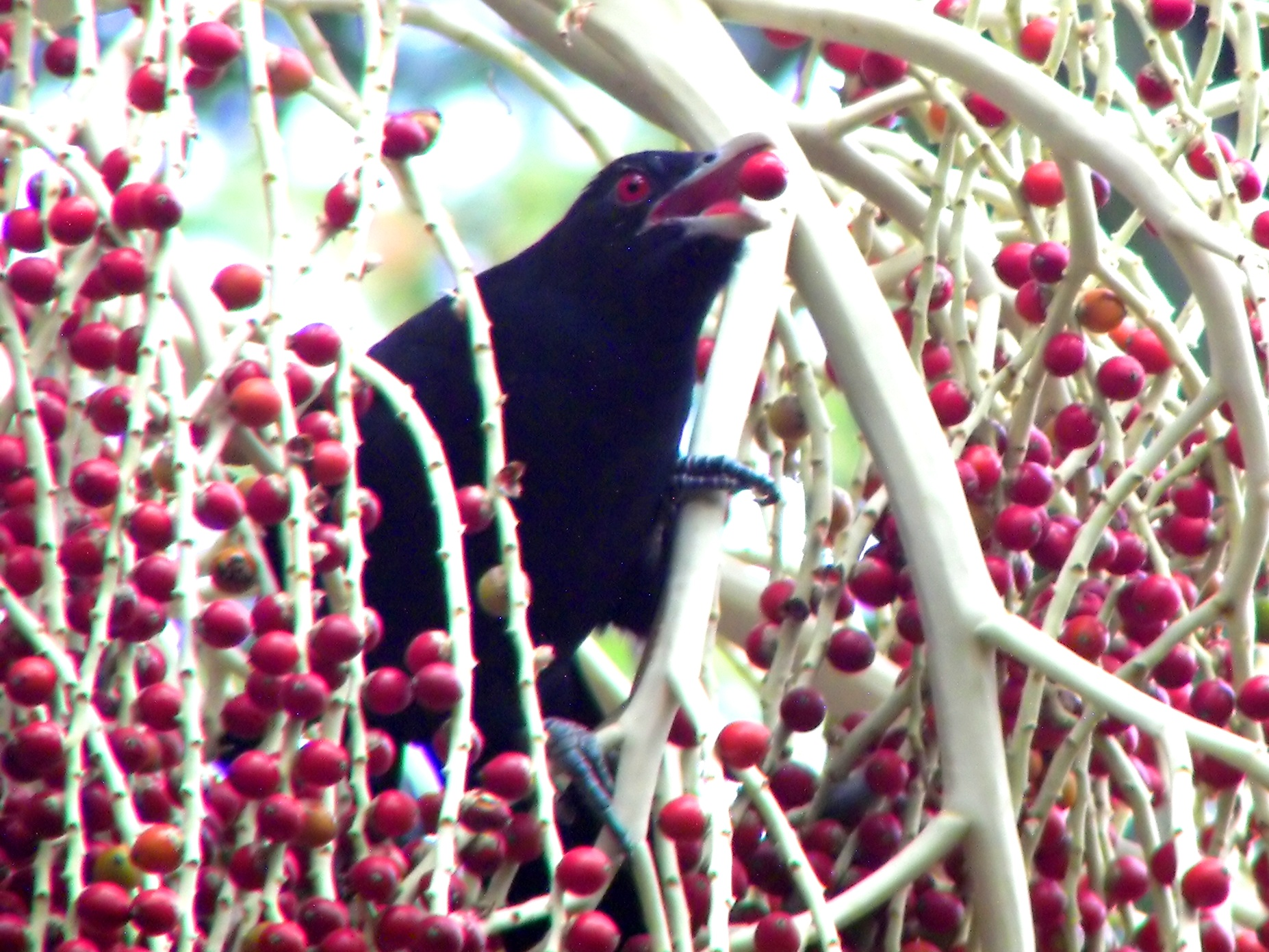
Không giống như phần lớn các loài khác trong họ Cu cu, tu hú châu Á lại chủ yếu ăn quả.

Phần lớn các loài trong họ Cu cu ăn sâu bọ; và cụ thể là chuyên nghiệp hóa trong việc ăn các loại sâu bọ và sâu bướm lớn, bao gồm cả những dạng nhiều lông lá khét tiếng mà các loài chim khác thường bỏ qua. Chúng là bất thường trong số các loài chim ở quá trình săn bắt mồi của chúng trước khi nuốt thức ăn, bằng cách cọ đi cọ lại chúng trên các vật cứng, như các cành cây và sau đó vò nát con mồi bằng các tấm xương đặc biệt ở cuối miệng. Chúng cũng săn bắt một khoảng rộng các loài côn trùng hay con mồi động vật khác. Các loài cu cu thằn lằn ở khu vực Caribe, do sự thiếu vắng tương đối của chim săn mồi, lại chuyên biệt hóa trong việc săn bắt các loài thằn lằn. Các loài to lớn và sống sát mặt đất hơn, như bìm bịp và gà lôi đuôi dài cũng ăn thịt rắn, thằn lằn, động vật gặm nhấm nhỏ và các loài chim khác bằng cách rỉa thịt chúng với những chiếc mỏ to khỏe của mình.
Một vài loài tu hú, coua và cu cu mỏ cong chủ yếu ăn các loại quả, nhưng chúng không chỉ ăn mỗi hoa quả. Cụ thể là các loài tu hú ký sinh và cu cu mỏ cong ăn chủ yếu là quả khi được nuôi dưỡng bởi các chim chủ ăn hoa quả, như vàng anh mắt đỏ (Sphecotheres viridis) và currawong đen trắng (Strepera graculina). Các loài khác đôi khi cũng ăn hoa quả.

### Tiếng kêu

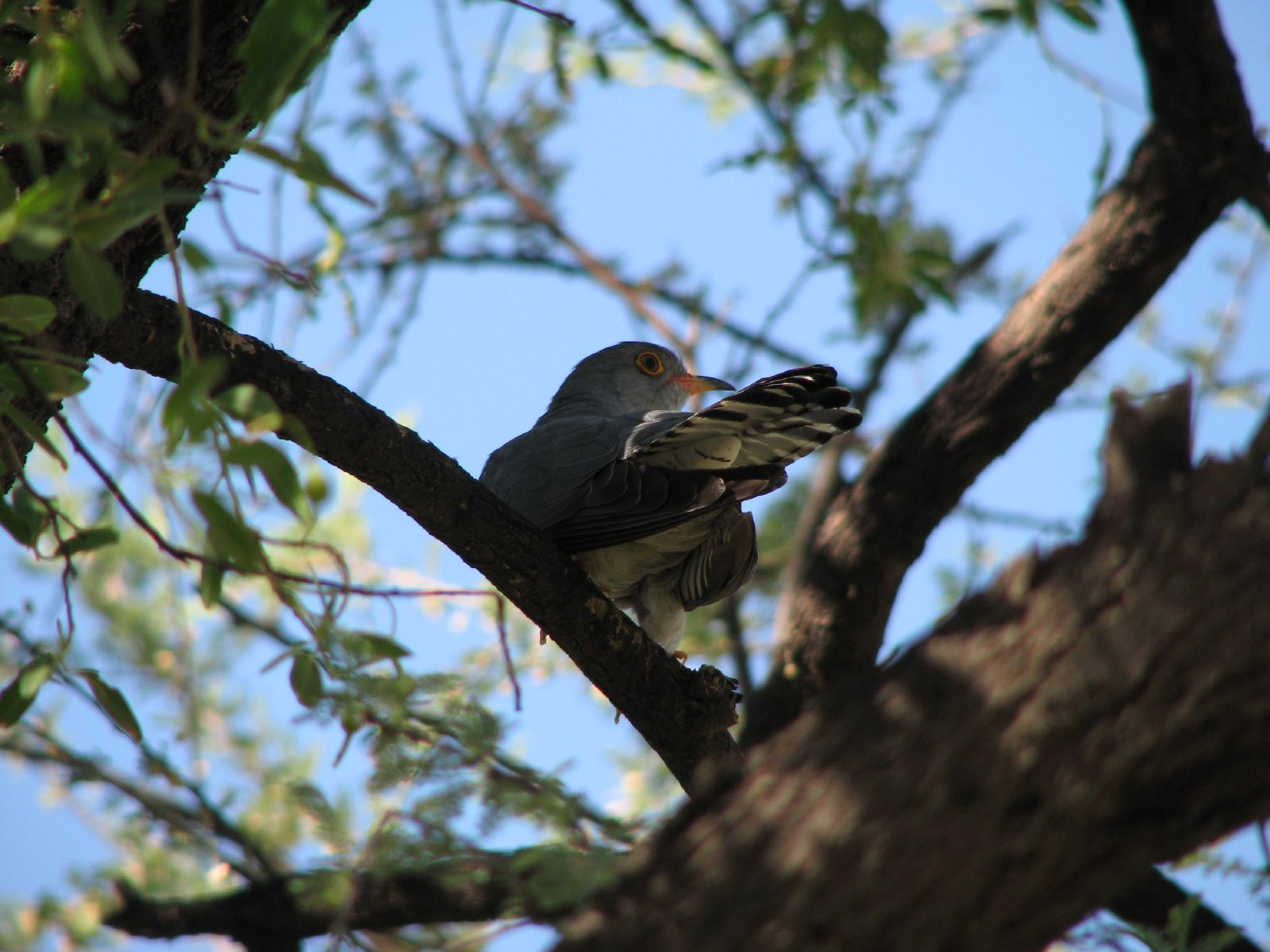
Cu cu châu Phi được nhận dạng như là một loài riêng biệt trên cơ sở tiếng kêu của nó.

Các loài chim trong họ Cu cu thường là hay e dè và trong nhiều trường hợp người ta chỉ nhận biết ra chúng nhờ tiếng kêu của chúng. Tiếng kêu của chúng thường là tương đối đơn giản, tựa như tiếng hót, tiếng sáo hay tiếng nấc. Họ Cu cu có tên khoa học từ tiếng kêu của cu cu thường, thường nghe thấy ở các loại đồng hồ cu cu. Một vài tên gọi của các loài/chi khác cũng có nguồn gốc từ tiếng kêu của chúng, chẳng hạn các loài tu hú ở châu Á và miền Australasia. Ở phần lớn các loài, tiếng kêu của chúng là khác biệt cho từng loài cụ thể và nó là hữu ích trong việc nhận dạng. Một vài loài bí ẩn được nhận dạng trên cơ sở này.
Mặc dù chúng là kiếm ăn ban ngày, nhưng nhiều loài cũng kêu vào ban đêm.

## Hệ thống và phân loại học
Không gán vào phân họ
- Chi Dynamopterus - hóa thạch (Hậu Eocen/Tiền Oligocen ở Caylus, Pháp)
- Chi Cursoricoccyx – hóa thạch (Tiền Miocen ở quận Logan, Hoa Kỳ) - Neomorphinae?
- Cuculidae chi không xác định loài không rõ (gen. et sp. indet.) – hóa thạch (Tiền Pliocen ở mỏ Lee Creek, Hoa Kỳ:[6]
- Chi Nannococcyx – Cu cu St Helena (hóa thạch)

### Phân họCrotophaginae
Chim ani.
- Chi Crotophaga – Chim ani thật sự (3 loài)
  - Chim ani lớn, Crotophaga major
  - Chim ani mỏ nhẵn, Crotophaga ani
  - Chim ani mỏ khía, Crotophaga sulcirostris
- Chi Guira – Cu cu Guira
  - Cu cu Guira, Guira guira

### Phân họNeomorphinae
Phướn đất điển hình.
- Chi Neococcyx - hóa thạch (Tiền Oligocen ở miền trung Bắc Mỹ)
- Chi Tapera – Cu cu sọc
  - Cu cu sọc, Tapera naevia
- Chi Dromococcyx
  - Cu cu gà lôi, Dromococcyx phasianellus
  - Cu cu Pavonine, Dromococcyx pavoninus
- Chi Morococcyx
  - Phướn đất nhỏ, Morococcyx erythropygus
- Chi Geococcyx – Chẹo đất (2 loài)
  - Chẹo đất nhỏ, Geococcyx velox
  - Chẹo đất lớn, Geococcyx californianus
- Chi Neomorphus
  - Phướn đất vảy, Neomorphus squamiger
  - Phướn đất huyệt hung, Neomorphus geoffroyi
    - Phướn đất huyệt hung Bahía, Neomorphus geoffroyi maximiliani – tuyệt chủng (giữa thế kỷ 20)

  - Phướn đất dải sọc, Neomorphus radiolosus
  - Phướn đất cánh hung, Neomorphus rufipennis
  - Phướn đất mỏ đỏ, Neomorphus pucheranii

### Phân họCouinae
Phướn đất, coua.
- Chi Carpococcyx – phướn đất
  - Phướn đất Sumatra, Carpococcyx viridis
  - Phướn đất Borneo, Carpococcyx radiatus
  - Phướn đất mỏ đỏ san hô, phướn đất, Carpococcyx renauldi[7]
- Chi Coua - Coua (9 loài sinh tồn, 1 loài tuyệt chủng gần đây)
  - Coua mào, Coua cristata
  - Coua Verreaux, Coua verreauxi
  - Coua xanh, Coua caerulea
  - Coua chỏm đầu đỏ, Coua ruficeps
  - Coua trán đỏ, Coua reynaudii
  - Coua Coquerel, Coua coquereli
  - Coua chạy, Coua cursor
  - Coua lớn, Coua gigas
  - Coua Delalande hay Coua ăn sên, Coua delalandei - tuyệt chủng
  - Coua ngực đỏ, Coua serriana

### Phân họCentropodinae
Bìm bịp.
- Chi Centropus (khoảng 27 loài)
  - Bìm bịp đầu nâu, Centropus milo
  - Bìm bịp cổ trắng, Centropus ateralbus
  - Bìm bịp mỏ ngà, Centropus menbeki
  - Bìm bịp Biak, Centropus chalybeus
  - Bìm bịp hung, Centropus unirufus
  - Bìm bịp mỏ xanh, Centropus chlororhynchos
  - Bìm bịp mặt đen, Centropus melanops
  - Bìm bịp mào đen, Centropus steerii
  - Bìm bịp ngón ngắn, Centropus rectunguis
  - Bìm bịp vịnh, Centropus celebensis
  - Bìm bịp Gabon, Centropus anselli
  - Bìm bịp họng đen, Centropus leucogaster
  - Bìm bịp Senegal, Centropus senegalensis
  - Bìm bịp đầu lam, Centropus monachus
  - Bìm bịp đuôi đồng, Centropus cupreicaudus
  - Bìm bịp mày trắng, Centropus superciliosus
  - Bìm bịp Sunda, Centropus nigrorufus
  - Bìm bịp lớn, Centropus sinensis[7]
  - Bìm bịp quần đảo Andaman, Centropus andamanensis
  - Bìm bịp Goliath, Centropus goliath
  - Bìm bịp Malagasy, Centropus toulou
  - Bìm bịp đen, Centropus grillii
  - Bìm bịp Philippine, Centropus viridis
  - Bìm bịp nhỏ, Centropus bengalensis[7]
  - Bìm bịp tím, Centropus violaceus
  - Bìm bịp mỏ đen, Centropus bernsteini
  - Bìm bịp gà lôi, Centropus phasianinus

### Phân họCuculinae

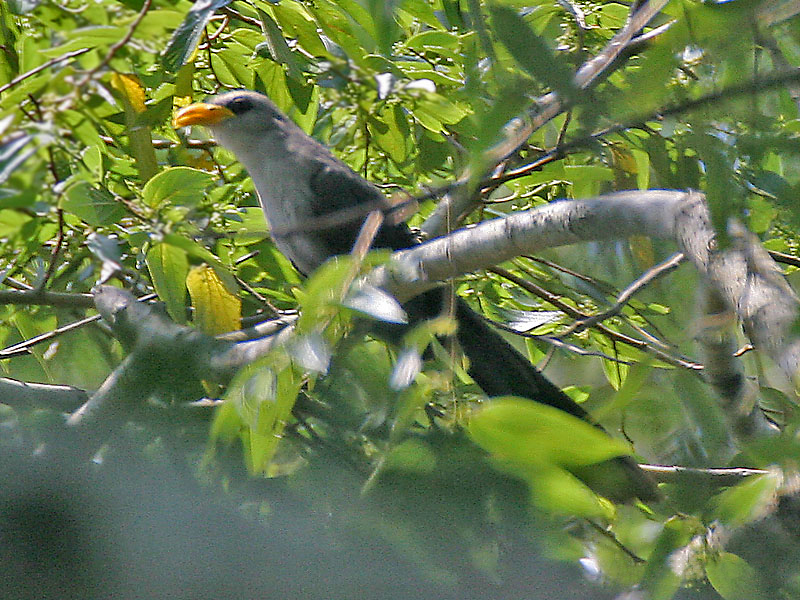
Phướn lam (Ceuthmochares aereus).

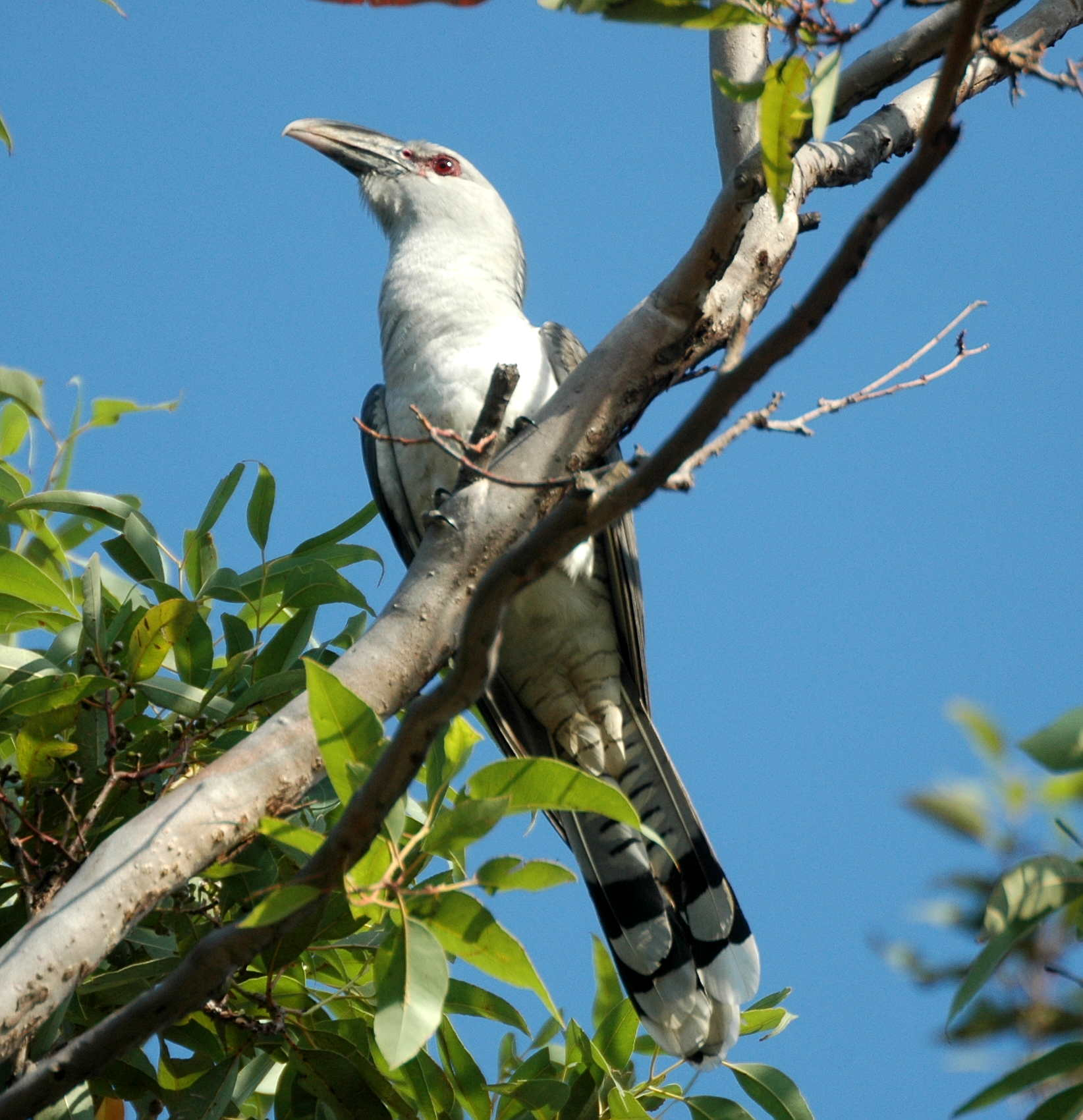
Cu cu mỏ cong.

Các loài cu cu đẻ trứng nhờ, phướn, coọc, chèo chẹo.
- Chi Eocuculus – hóa thạch (Hậu Eocen ở quận Teller, Hoa Kỳ)
- Chi Rhinortha
  - Phướn Raffles, Rhinortha chlorophaea
- Chi Ceuthmochares
  - Phướn lục, Ceuthmochares australis
  - Phướn lam hay chim mỏ vàng, Ceuthmochares aereus
- Chi Taccocua
  - Phướn Sirkeer, Taccocua leschenaultii (đồng nghĩa: Phaenicophaeus leschenaultii)
- Chi Zanclostomus
  - Phướn mỏ đỏ, Zanclostomus javanicus (đồng nghĩa: Phaenicophaeus javanicus)
- Chi Phaenicophaeus – phướn (6 loài)
  - Phướn ngực nâu dẻ, Phaenicophaeus curvirostris
  - Phướn bụng nâu dẻ, Phaenicophaeus sumatranus
  - Phướn mặt đỏ, Phaenicophaeus pyrrhocephalus
  - Phướn mặt lam, Phaenicophaeus viridirostris
  - Phướn nhỏ hay phướn bụng đen, Phaenicophaeus diardi[7]
  - Phướn, coọc, giải phướn hay phướn mỏ xanh, Phaenicophaeus tristis[7]
- Chi Rhamphococcyx
  - Phướn mỏ vàng, Rhamphococcyx calyorhynchus
- Chi Dasylophus
  - Phướn mào thô, Dasylophus superciliosus
  - Phướn lông vảy, Dasylophus cumingi
- Chi Clamator (4 loài khát nước)
  - Khát nước hay cu cu cánh nâu dẻ, Clamator coromandus[7]
  - Khát nước đốm lớn, Clamator glandarius
  - Khát nước Levaillant, Clamator levaillantii
  - Khát nước Jacobin, Clamator jacobinus
- Chi Coccycua
  - Cu cu nhỏ, Coccycua minuta
  - Cu cu lùn, Coccycua pumila
  - Cu cu màu tro, Coccycua cinerea
- Chi Piaya – (2-4 loài, tùy theo việc gộp các loài có thể là khác biệt thuộc chi Coccycua.
  - Cu cu sóc, Piaya cayana
  - Cu cu bụng đen, Piaya melanogaster
- Chi Coccyzus – bao gồm cả Saurothera và Hyetornis, và có thể là khác biệt Micrococcyx (13 loài) - Cu cu châu Mỹ.
  - Cu cu mỏ sẫm, Coccyzus melacoryphus
  - Cu cu mỏ vàng, Coccyzus americanus
  - Cu cu ngực trân châu, Coccyzus euleri
  - Cu cu rừng đước, Coccyzus minor
  - Cu cu Cocos, Coccyzus ferrugineus
  - Cu cu mỏ đen, Coccyzus erythropthalmus
  - Cu cu mào xám, Coccyzus lansbergi
  - Cu cu bụng nâu dẻ, Coccyzus pluvialis
  - Cu cu ngực hồng quế, Coccyzus rufigularis
  - Cu cu Jamaica, Coccyzus vetula
  - Cu cu Puerto Rico, Coccyzus vieilloti
  - Cu cu Cuba, Coccyzus merlini
  - Cu cu Hispaniola, Coccyzus longirostris
- Chi Pachycoccyx
  - Cu cu mỏ dày, Pachycoccyx audeberti
- Chi Microdynamis
  - Tu hú lùn, Microdynamis parva
- Chi Eudynamys – tu hú thật sự (3 loài)
  - Tu hú hay tu hú châu Á, Eudynamys scolopaceus[7]
  - Tu hú mỏ đen, Eudynamys melanorhynchus
  - Tu hú Thái Bình Dương, Eudynamys orientalis
    - Tu hú Úc, Eudynamys orientalis cyanocephalus, đôi khi tách thành loài riêng biệt với danh pháp Eudynamys cyanocephalus.
- Chi Urodynamis
  - Tu hú đuôi dài, Urodynamis taitensis (đồng nghĩa: Eudynamys taitensis)
  - Tu hú đảo Henderson, Eudynamis/Urodynamis cf. taitensis? - Chim tiền sử Hậu kỷ Đệ Tứ
- Chi Scythrops
  - Cu cu mỏ cong, Scythrops novaehollandiae
- Chi Chrysococcyx – 13 loài tìm vịt
  - Tìm vịt xanh hay tìm vịt lục bảo châu Á, Chrysococcyx maculatus[7]
  - Tìm vịt tím, Chrysococcyx xanthorhynchus[7]
  - Tìm vịt Dideric, Chrysococcyx caprius
  - Tìm vịt Klaas, Chrysococcyx klaas
  - Tìm vịt họng vàng, Chrysococcyx flavigularis
  - Tìm vịt lục bảo châu Phi, Chrysococcyx cupreus
  - Tìm vịt mỏ dài, Chrysococcyx megarhynchus (đồng nghĩa: Rhamphomantis megarhynchus)
  - Tìm vịt Horsfield, Chrysococcyx basalis
  - Tìm vịt tai đen, Chrysococcyx osculans
  - Tìm vịt họng hung, Chrysococcyx ruficollis
  - Tìm vịt sáng, Chrysococcyx lucidus
  - Tìm vịt tai trắng, Chrysococcyx meyeri
  - Tìm vịt trán trắng hay tìm vịt nhỏ, Chrysococcyx minutillus[7]
- Chi Cacomantis - 10 loài cu cu, tìm vịt
  - Cu cu Pallid, Cacomantis pallidus
  - Cu cu mào trắng, Cacomantis leucolophus (đồng nghĩa: Caliechthrus leucolophus)
  - Cu cu ngực nâu dẻ, Cacomantis castaneiventris
  - Cu cu đuôi quạt, Cacomantis flabelliformis
  - Tìm vịt vằn, Cacomantis sonneratii[7]
  - Tìm vịt, Cacomantis merulinus[7]
  - Cu cu bụng xám, Cacomantis passerinus
  - Cu cu bụi, Cacomantis variolosus
  - Cu cu ngực hung, Cacomantis sepulcralis
  - Cu cu Molucca, Cacomantis heinrichi
- Chi Cercococcyx – cu cu đuôi dài
  - Cu cu đuôi dài tối màu, Cercococcyx mechowi
  - Cu cu đuôi dài xanh ô liu, Cercococcyx olivinus
  - Cu cu đuôi dài vạch sọc, Cercococcyx montanus
- Chi Surniculus – 4 loài cu cu đen, cu cu chèo bẻo
  - Cu cu đen đuôi chẻ, Surniculus dicruroides
  - Cu cu đen Philippine, Surniculus velutinus
  - Cu cu đen hay cu cu đen đuôi vuông, Surniculus lugubris[7]
  - Cu cu đen Molucca, Surniculus musschenbroeki
- Chi Hierococcyx - (trước đây gộp trong chi Cuculus) 8 loài chèo chẹo
  - Chèo chẹo râu, Hierococcyx vagans
  - Chèo chẹo sẫm, Hierococcyx bocki
  - Chèo chẹo lớn, Hierococcyx sparverioides[7] (đồng nghĩa: Cuculus sparverioides)
  - Chèo chẹo thường, Hierococcyx varius
  - Chèo chẹo hung, Hierococcyx hyperythrus
  - Chèo chẹo Philippine, Hierococcyx pectoralis
  - Chèo chẹo nhỏ hay chèo chẹo Malaysia, Hierococcyx fugax[7] (đồng nghĩa: Cuculus fugax)
  - Chèo chẹo Hodgson, Hierococcyx nisicolor
- Chi Cuculus – các loài cu cu điển hình (khoảng 11 loài cu cu, bắt cô trói cột)
  - Cu cu đen, Cuculus clamosus
  - Cu cu ngực dỏ, Cuculus solitarius
  - Cu cu nhỏ, Cuculus poliocephalus[7]
  - Cu cu Sulawesi, Cuculus crassirostris
  - Bắt cô trói cột hay cu cu Ấn Độ, Cuculus micropterus[7]
  - Cu cu Madagasca, Cuculus rochii
  - Cu cu châu Phi, Cuculus gularis
  - Cu cu Á-Âu, Cuculus optatus[8]
  - Cu cu phương Đông hay cu cu Himalaya, Cuculus saturatus[7]
  - Sunda Cuckoo, Cuculus lepidus
  - Cu cu hay cu cu thường, cu cu Á-Âu, Cuculus canorus[7]

## Hình ảnh

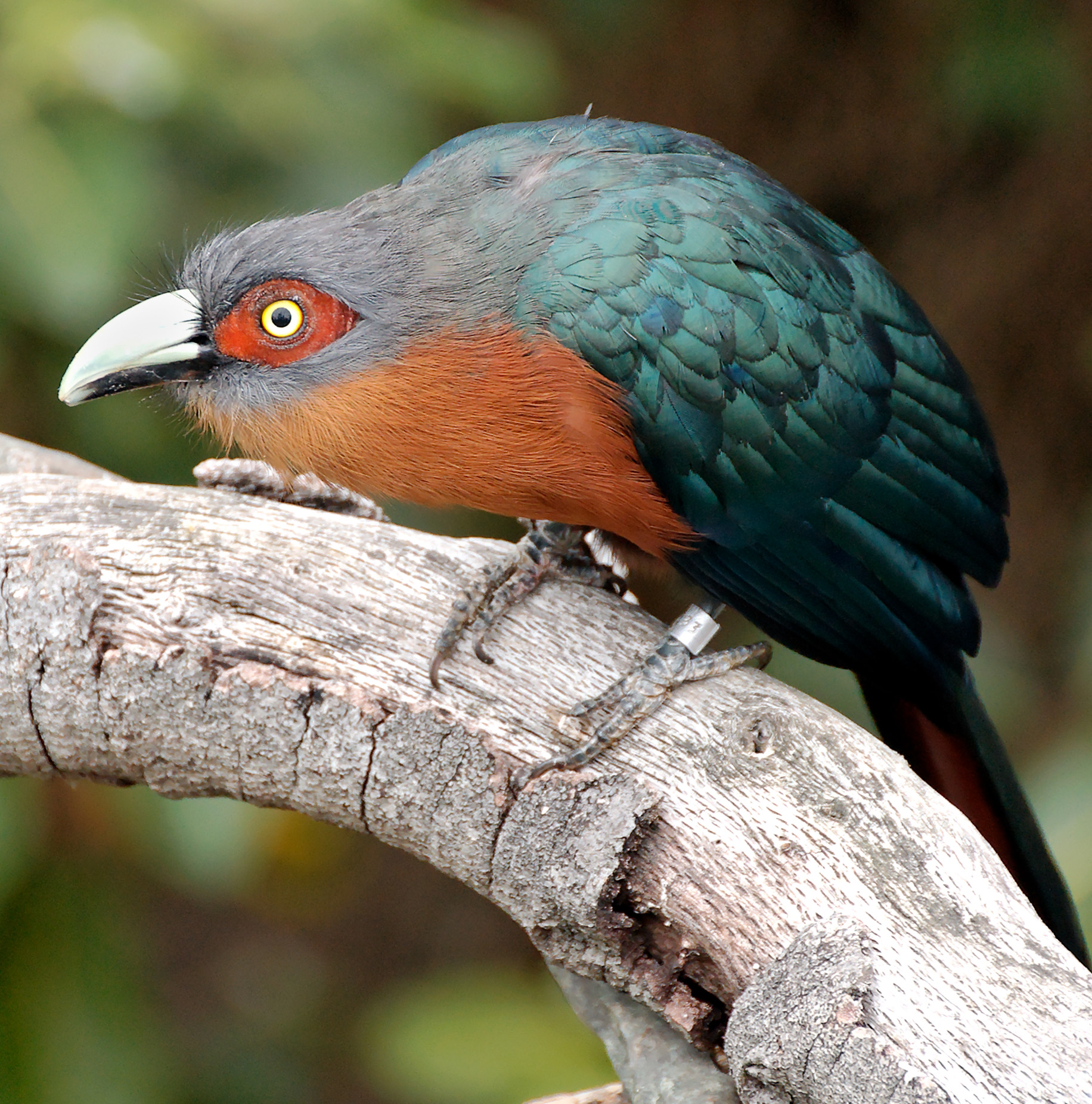
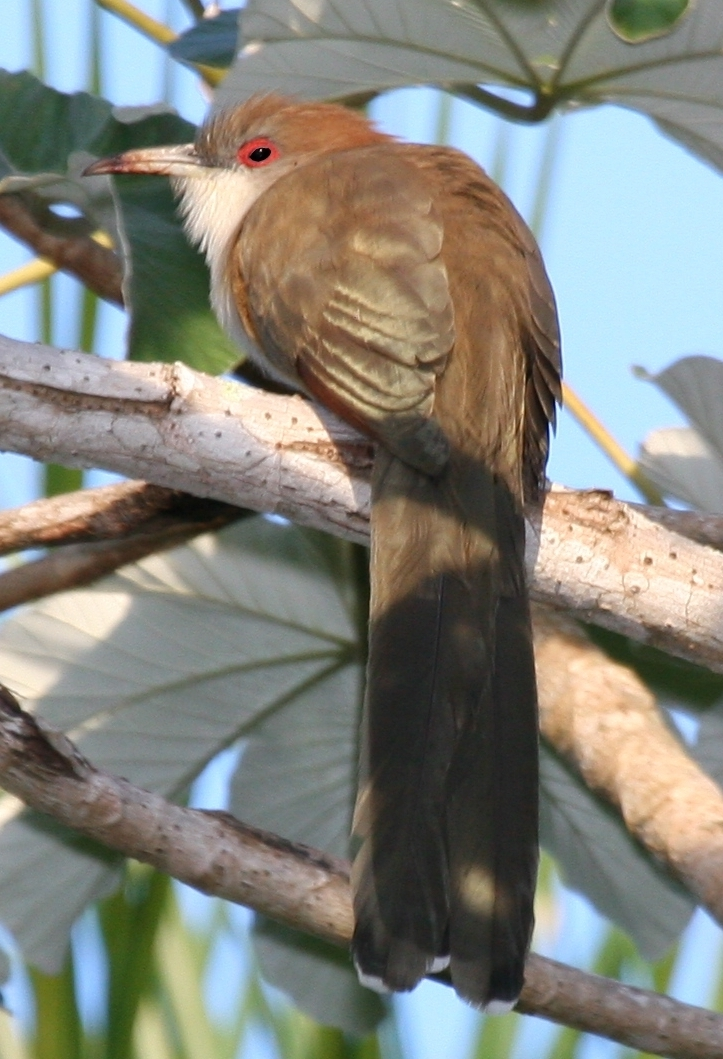
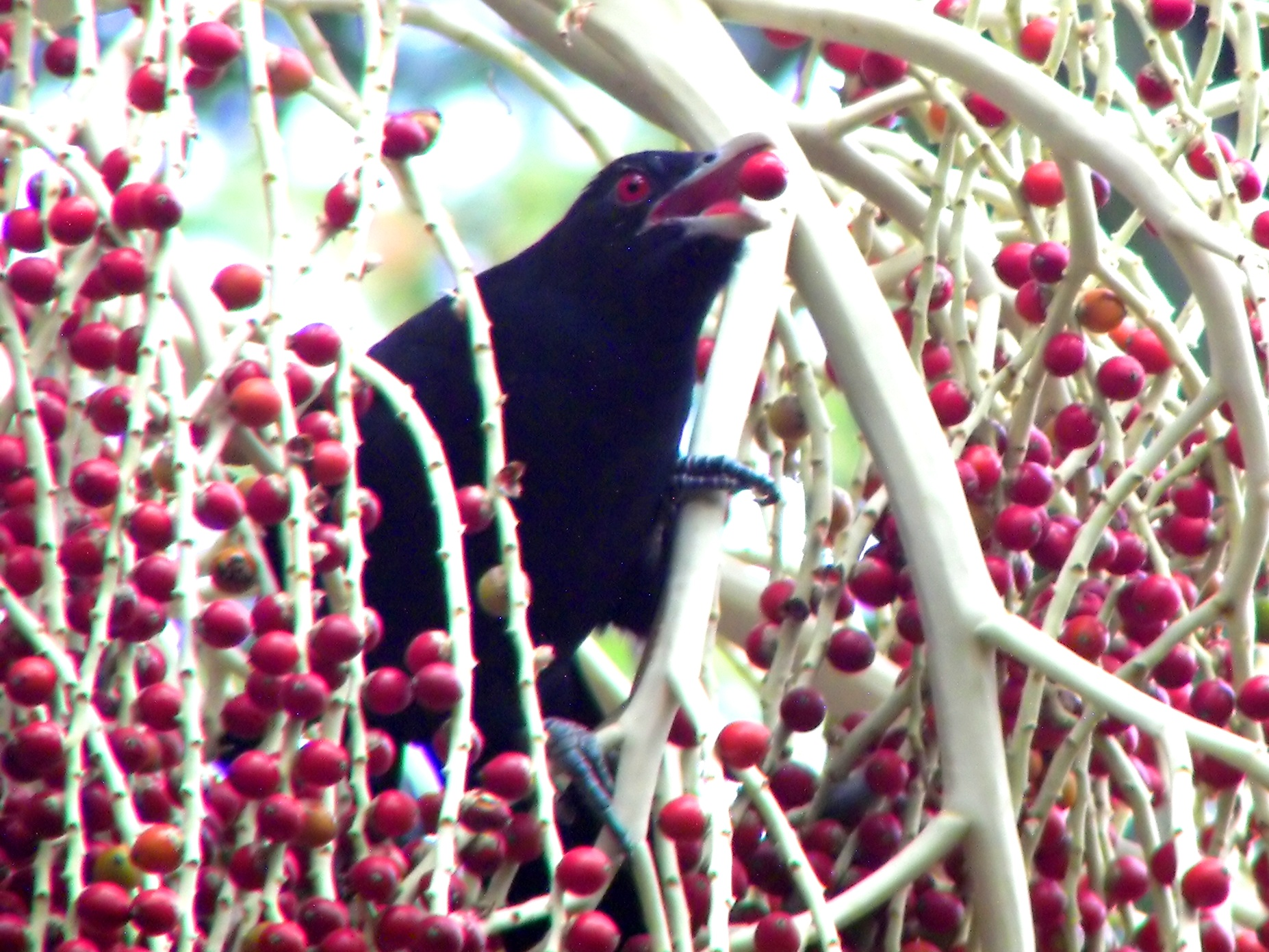
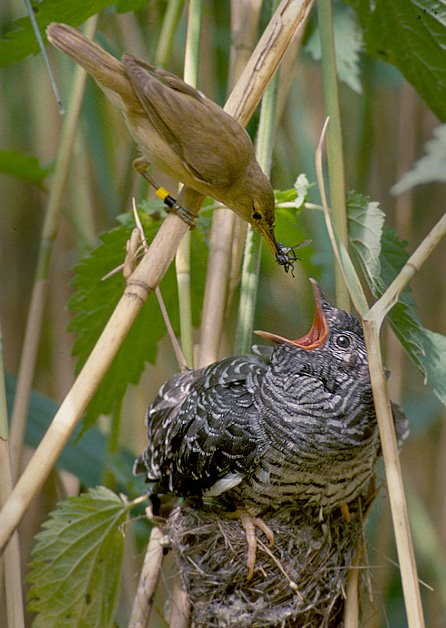
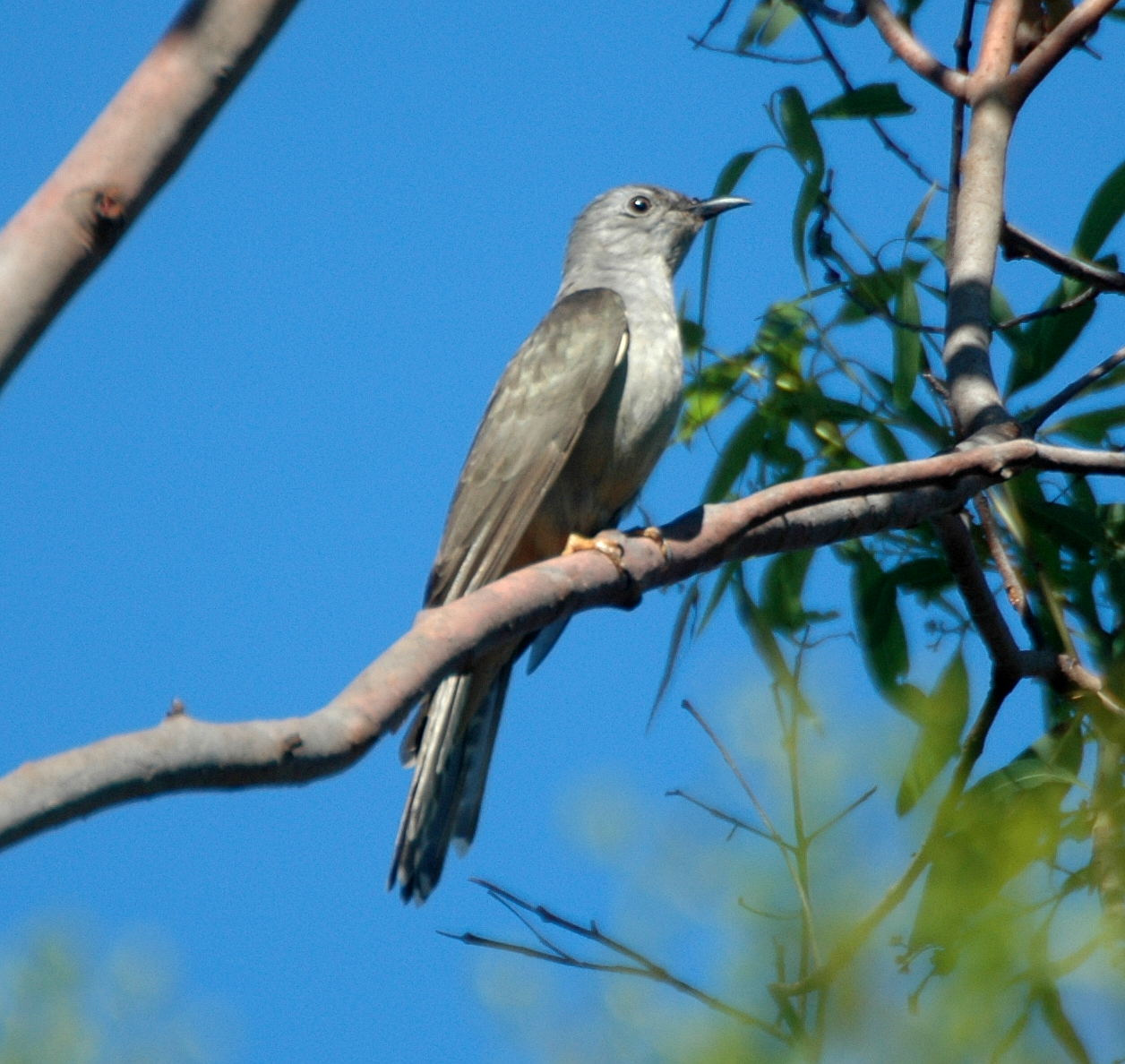
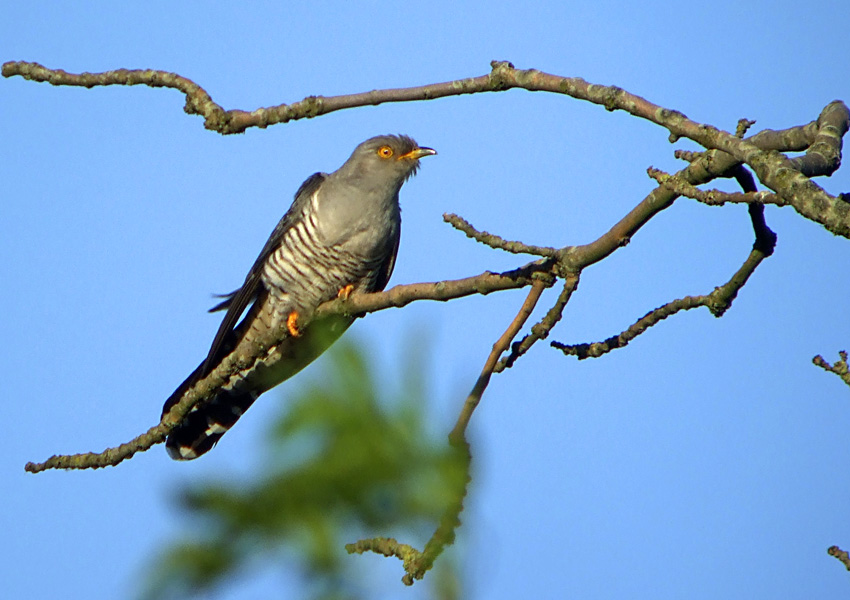
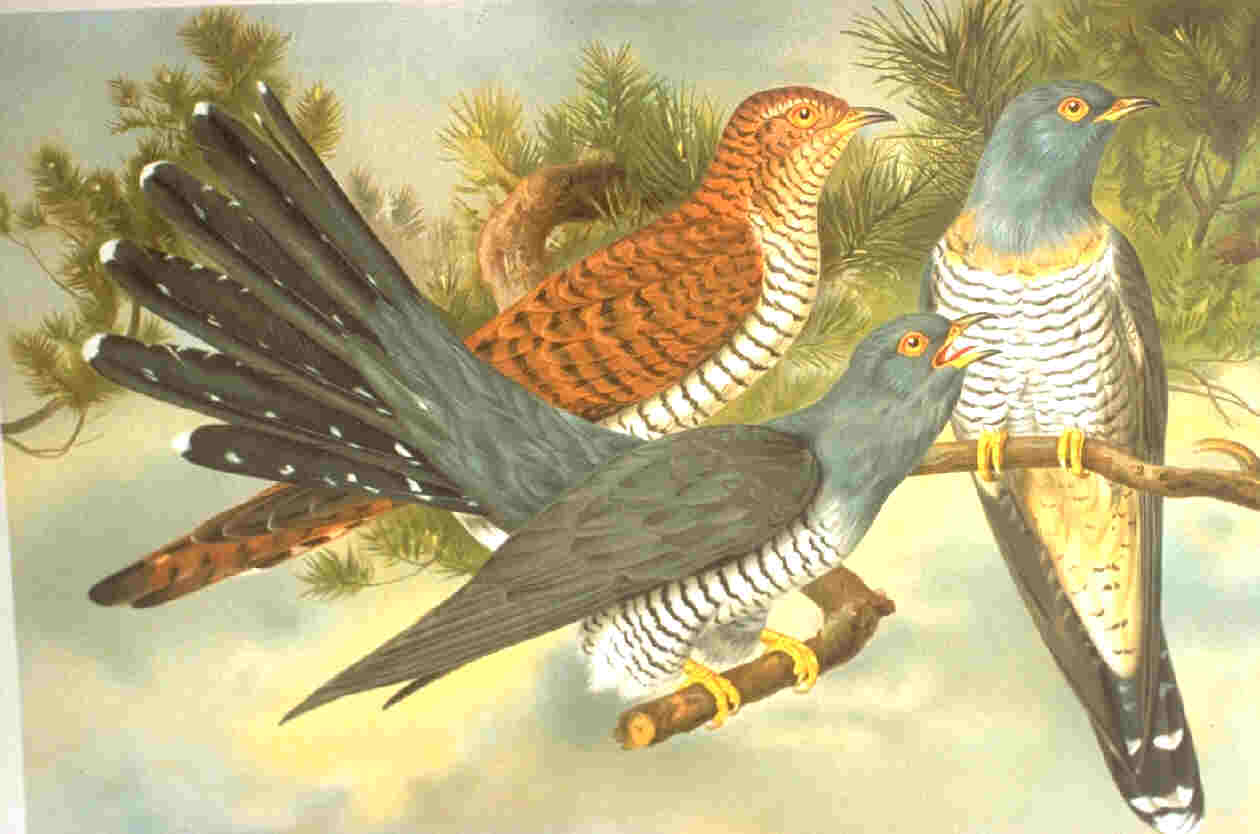